# آبابوخ
آبابوخ (به اسپانیایی: Ababuj) یک شهرستان در اسپانیا است که در استان تروئل واقع شده‌است.

## خصوصیات
آبابوخ ۵۴ کیلومترمربع مساحت و ۸۹ نفر جمعیت دارد و ۱٬۳۶۸ متر بالاتر از سطح دریا واقع شده‌است.